# Eilicrinia
Eilicrinia is een geslacht van vlinders van de familie spanners (Geometridae), uit de onderfamilie Ennominae.

## Soorten
- E. cordiaria (Hübner, 1790)
- E. flava Moore, 1888
- E. nuptaria Bremer, 1884
- E. orias Wehrli, 1933
- E. parvula Wehrli, 1940
- E. rosearia Bang-Haas, 1907
- E. subcordaria Herrich-Schäffer, 1892
- E. subcordiaria Herrich-Schäffer, 1852
- E. trinotata (Metzner, 1845)
- E. unimacularia Püngeler, 1914
- E. ursula Thierry-Mieg, 1910
- E. wehrlii Djakonov, 1933